# 武蔵野大学の人物一覧
武蔵野大学の人物一覧（むさしのだいがくのじんぶついちらん）は、武蔵野大学に関係する人物の一覧記事。

## 現教職員
- 西本照真 - 元学長(令和６年度まで学長）
- アルバート・チャールズ・ミュラー - 仏教文化研究所客員研究員[1]
- 一方井誠治 -工学部環境システム学科教授、大学院環境学研究科長、環境研究所長
- 小西聖子 - 学長(令和7年度から)、人間科学部教授、人間科学部長、大学院人間社会研究科長、精神科医
- 古家聡 -グローバル学部教授、TOEIC 関連の書籍を執筆（監修）
- 瀬古美喜 - 経済学部教授
- 宮川健郎 - 名誉教授、大阪国際児童文学振興財団理事長、児童文学研究者
- 中村廉平 - 法学部教授
- 村松陸雄 - 工学部教授、大学院環境学研究科教授
- 貝塚茂樹 - 教育学部教授、日本教育史、道徳教育論
- 川村裕子 - 文学部教授
- 前野隆司 - ウェルビーイング学部長
- 山内弘隆 - 経営学部教授
- 山田均 - 経営学部 （教養教育） 教授、学外学修推進センター長
- 中西崇文 データサイエンス学部 データサイエンス学科長 准教授
- 木下悦子 - 非常勤講師、合気道家
- 上橋菜穂子 - 非常勤。作家

## 元教職員
- 池田真朗 - 元副学長、法学部教授、2012年紫綬褒章受章
- 中村孝文 - 元副学長、法学部教授、行政学
- 雲藤義道 - 元学長、名誉教授
- 遠藤恵美子 - 名誉教授、看護学
- 大河内昭爾 - 元学院長、元学長、名誉教授
- 堅田利明 - 名誉教授、元日本薬学会副会頭
- 末松義規 - 元客員教授、内閣府副大臣
- 三田誠広 - 名誉教授、元文学部長、芥川賞作家
- 橋本大二郎 - 元法学部教授、元高知県知事
- 前田專學 - 元副学長、名誉教授、中村元東方研究所理事長、中村元記念館館長
- 寺崎修  - 元学長、名誉教授
- ケネス田中 - 名誉教授、元仏教文化研究所所長、国際真宗学会会長、日本仏教心理学会会長
- 本多隆朗 - 元理事長、元毎日放送プロデューサー
- 大河内昭爾 - 元教員、名誉教授、文芸評論家
- 川村匡由 - 元教員、社会福祉学
- 松本徹 - 元教員、文芸評論家・作家
- 山崎龍明 - 名誉教授、元仏教文化研究所所長
- 杉原誠四郎 - 元教員、教育学者、新しい歴史教科書をつくる会理事
- 花山勝友 - 元副学長。仏教学者
- 近藤富枝 - 元教員、元NHKアナウンサーで作家
- 川口順子[2] - 客員教授／国際総合研究所フェロー。元環境大臣、元外務大臣、元参議院議員

## OB・OG

### 文学
- 白倉由美 - 小説家・漫画家・プロデューサー
- 白鳥央堂 - 詩人
- 矢部嵩 - ホラー作家
- 杉本苑子 - 作家（旧制千代田女子専門学校、直木賞受賞）
- 春日真木子 - 歌人（旧制千代田女子専門学校）

### 芸能
- 石川恋 - 女優、モデル
- 乙葉 - タレント
- 北川和歌子 - 女優、脚本家
- 虎南有香 - モデル
- 近内里緒 - タレント
- 塩川美佳 - モデル
- 松葉れいな - モデル
- 桃沢健輔 - お笑い芸人
- 守永真彩 - タレント
- 花澤香菜 - 声優
- 渡辺裕太　- 俳優

### アナウンサー
- 芦川愛子 - フリーアナウンサー、元茨城放送
- 小川真由美 - フリーアナウンサー、元ラジオ福島
- 鈴木春花 - フリーアナウンサー、元テレビ山梨
- 千ヶ崎公子 - フリーアナウンサー、元愛媛朝日テレビ、元名古屋テレビ放送
- 中嶋みさ - フリーアナウンサー
- 平沢幸子 - 長野朝日放送
- 藤田みさ - フリーアナウンサー
- 茂木亜希子 - フリーアナウンサー、元NHK長野放送局キャスター、元テレビユー福島

### その他
- 酒井賀世 - 致道博物館学芸員